# 新堂天主堂
新堂天主堂位于内蒙古自治区乌兰察布市凉城县鸿茅镇，已列为内蒙古自治区文物保护单位。
新堂天主堂始建于1901年，1926年完成，砖木石结构，哥特式建筑风格，长49米，宽33米，建筑面积840平方米。
光绪二十六年（1900年），新堂设有教会学校男、女小学各一所，1950年停办。

## 保护
2014年9月24日，新堂天主堂由内蒙古自治区人民政府公布为第五批内蒙古自治区文物保护单位，编号5-3-17。